# Valentina Vargas
Valentina Vargas (* 31. Dezember 1964 in Santiago de Chile) ist eine chilenische Schauspielerin.

## Leben
Die Tochter eines Großgrundbesitzers ließ sich in ihrem Heimatland in Tanz, Schauspiel, Musik und Gesang ausbilden. 1983 kam sie nach Paris, wo sie sich als Theaterspielerin und Sängerin betätigte. Nach dem Tod ihrer Eltern kehrte sie ihrer Wahlheimat Frankreich vorübergehend den Rücken und reiste im Oktober 2007 nach Chile zurück, um sich um die Familienimmobilien zu kümmern, wie sie in einem Interview mit der chilenischen Zeitschrift „La Tercera – Mujer“ bekanntgab.
Nach kleinen Nebenrollen in französischen Filmen wurde sie über Nacht populär durch eine Rolle, in der sie kaum sprach: In der Verfilmung des Romans Der Name der Rose von Umberto Eco spielt sie ein armes Bauernmädchen, das sich den Mönchen eines Bergklosters hingibt, um Lebensmittel zu erbetteln, jedoch mit einem jungen Novizen schläft, in den sie sich spontan verliebt hat, ohne etwas zu verlangen. Die späteren Filmauftritte von Valentina Vargas fanden demgegenüber nur wenig Beachtung, obwohl sie in dem deutschen Film Die Tigerin sogar die Hauptrolle erhielt. Seit den späten 1990er Jahren spielt Vargas regelmäßig Fernsehrollen. Im Februar 2022 gab sie einem chilenischen Fernsehsender ein knapp 45-minütiges Interview, in dem sie ausführlich aus ihrem Leben berichtete.

## Filmografie (Auswahl)
- 1985: Streng persönlich (Strictement personnel, Fernsehfilm)
- 1986: Le petit docteur (Fernsehserie, 1 Folge)
- 1986: Der Name der Rose
- 1987: Feuer (Fuegos)
- 1988: Pizza Vavona (Fernsehserie, 1 Folge)
- 1988: Im Rausch der Tiefe (Le grand bleu)
- 1988: Straße ohne Wiederkehr (Street of No Return)
- 1989: Dirty Games
- 1992: Die Tigerin
- 1993: El aliento del diablo
- 1994: Los Náufragos
- 1994: Twin Sitters
- 1996: Hellraiser IV – Bloodline (Hellraiser: Bloodline)
- 1997: Die Gang (Fernsehserie, 1 Folge)
- 1999: Air America (Fernsehserie, 1 Folge)
- 1999: Southern Cross
- 1999: Chili con Carne
- 2002: Un homme en colère (Fernsehserie, 1 Folge)
- 2002: Bloody Mallory – Die Dämonenjägerin (Bloody Mallory)
- 2003: Gefährliche Liebschaften (Les Liaisons dangereuses, Fernsehfilm)
- 2004: L’été de Chloé (Fernsehfilm)
- 2006: Le caprice des cigognes (Fernsehfilm)
- 2006: Fête de famille (Fernsehserie, 6 Folgen)
- 2007: Heroes (Fernsehserie, 1 Folge)
- 2009: All Inclusive (Couples Retreat)
- 2009: Ilusiones Ópticas
- 2009: Mea Culpa (Fernsehserie, 1 Folge)
- 2011: Faces in the Crowd
- 2012: Night Across the Street (La Noche de Enfrente)
- 2017: Johnny 100 Pesos: Capítulo Dos